# 孙晟
孫晟（？—956年12月21日），初名孫鳳，又名孫忌，封爵魯文忠公，高密（今山东省高密县）人。他是中国五代十国时期后唐、杨吴、南唐的官员，他在南唐中主李璟时官至宰相。当南唐被后周攻打时，李璟派他作为使者出使后周，以图说服后周世宗皇帝郭荣结束他的南征，郭荣因为孫晟没有向他透露南唐的情报，而且对待自己傲慢不恭，于是将他处死。

## 早年
孫晟生年不详，出生于高密。孫晟好学，善于文辞，特别是作诗。
孫晟年轻时参加科举，中进士，到洛阳。不清楚当时是唐朝末年还是后梁初年。当时的文人注意细节和外观，孫晟为人豪放，不修边幅，于是弃功名而去，南游庐山。在簡寂宮出家为道士。他在墙上画上唐代诗人贾岛的肖像，早晚祭拜，道士们认为他中邪了，把他逐出簡寂宮。他于是重新穿上儒服，到鎮州（今河北省石家庄市）拜谒晋王李存勖。

## 后唐时期
923年，李存勖即位为帝，建立后唐，和不久后灭亡后梁，并有其领土。后唐宰相豆卢革得知孙晟的名声，征召他为判官，之后孙晟转任著作佐郎。
926年，李存勖死后，他的义兄李嗣源即位为唐明宗，927年，孙晟作为宣武军节度使（治所在河南省开封市）朱守殷的判官。927年冬天，李嗣源突然宣布他要从国都洛阳到汴州视察，导致两个谣言——他打算攻打后唐的东南邻国吴，或者他要对付东方诸侯。孙晟建议朱守殷不接纳皇帝，朱守殷同意，闭城自保。李嗣源在朱守殷防御准备好之前就派范延光和石敬瑭率军开始围攻，不久之后李嗣源亲自到达，继续围攻，汴州的人开始成群结队地背弃朱守殷。朱守殷于是自杀。
孙晟于是抛弃了他的妻儿，亡命在陈州、宋州之间。李嗣源的重臣安重荣厌恶孙晟，说他煽动朱守殷谋反，画影图形通缉他，没有抓到，于是将孙晟全家杀死。陆游的《南唐书》说孙晟是依附李从荣，李从荣失败後，孙晟亡命。孙晟到达正陽（今安徽省阜阳市、六安市边境），是后唐和吴国的边境。在渡过淮河到达吴国之前, 他被后唐边境巡逻骑兵拦下，他坐在淮河岸上，抓住他的衣服吃跳蚤，所以巡逻骑兵不再理他。之后他渡过淮河进入吴国领土。

## 吴国时期
进入吴国，孙晟在寿春为奉國军节度使劉金所得。孙晟在刘金面前假装不能说话。有一天，孙晟去汉朝淮南王刘安庙里祈祷，刘金派人躲在神座下听到了孙晟祷告的声音，因此送他到金陵，当时吴国的执政者徐知诰就在金陵。
当时，徐知诰正在招揽四方豪杰，对孙晟归附非常高兴。孙晟口吃，所以和他寒暄并不会留下深刻印象，但是一旦他有机会和他神探，就会发现他知识渊博，很有说服力。徐知诰很器重他，命他负责起草教令。徐知诰也咨询他关于取代杨吴的计划，每一次他们商谈，都要超过一个时辰，不过孙晟能够保守秘密，没有透露他和徐知诰谈论的内容。932年，徐知诰在金陵府舍作礼贤院，聚集图书，延揽士大夫，与孙晟及陈觉议论时事。

## 南唐时期

### 李昪统治时
937年，吴国末代皇帝杨溥禅位给徐知诰，吴国灭亡。徐知诰即位为皇帝，建立齐国。两年后，徐知诰改回自己的原姓李，改国号唐，即南唐，改名李昪。李昪在位时，孙晟官至中書舍人、翰林學士、中書侍郎。当时李昪长子齐王李璟的心腹冯延巳嘲笑孙晟：“您有什么本事，当了中书郎？”孙晟一直看不起冯延巳，回答说：
我孙晟不过是太行山东一个鄙陋的儒生，作文章比不上冯公，谈吐诙谐比不上冯公，谄媚狡诈比不上冯公。但主上让冯公你同齐王一起行动和居处，是想让你以仁义的言行去辅佐他，怎么能只是成为声色犬马的朋友！我孙晟确实没有什么本事，然而冯公你的本事，正好能给国家造成灾祸。
当李昪生病，然后于943年驾崩后不久，孙晟担心冯延巳和他的同党将把持朝政，想宣告遵照先帝遗诏，命宋皇后临朝称制。翰林学士李贻业指出李昪曾说过：妇人干预政事，是致乱的根源。而且嗣君李璟年已长成，声望昭著，后宫临朝是亡国之说；他表示定要向百官揭露抵制。孙晟害怕，没有这样做。李璟登基成为皇帝。

### 李璟统治时
李璟即位後，皇弟李景達不喜欢孙晟，孙晟离开朝廷外任永泰军节度使（治所在舒州，今安徽省安庆市潜山县），孙晟治军严明。944年，李璟在宫中建造高楼，召集侍臣观看，萧俨说：“只恨楼下没有修个井。”李璟不解。萧俨回答说：“因为这个不如陈后主的景阳楼而已。”用隋朝灭陈时，陈后主投枯井的典故讽刺皇帝。李璟发怒，把他贬官到舒州，舒州观察使孙晟派兵防备他。萧俨说：“我因直言进谏得罪，不是有异志。先帝顾命时，孙公差点把社稷引向危亡，那种罪过不比我萧俨更重吗？今天你却来防备我！”孙晟惭愧惶恐，立即解除防设。一度有永泰军两名士兵憎恨孙晟严明的军纪，进入府衙，想要刺杀孙晟。孙晟刚好没有在府衙，以他们杀了都押牙李建崇之后逃跑。孙晟因此被贬为光祿卿。但是李璟还是尊敬孙晟，没有进一步地惩罚他，后来让他担任尚書省右僕射。
952年，李璟任命太弟太保、昭义节度使冯延巳，前镇海节度使徐景运为中书侍郎，和孙晟都是同中書門下平章事。孙晟素来轻视冯延巳，对人说：“金杯玉碗，竟然盛了狗屎！”
当时孙晟、冯延巳和徐景运拜相时，南唐刚刚击灭其西南邻国楚国，但是楚国三个节度使，南唐只控制了其中一部武安军节度使（治所在楚国的国都今湖南省长沙市），其他两部武平军节度使（治所在今湖南省常德市）被刘言割据, ，靜江军节度使（治所在今广西壮族自治区桂林市）被南汉趁机占据。李璟打算停止桂林的战役，收回益阳的屯兵，将武平军的指挥权授于刘言。孙晟表示同意，冯延巳反对，说这将导致南唐征服楚国劳而无功。在冯延巳的建议下，李继续攻打靜江和武平，但终归失败，952年冬，刘言占领长沙，将南唐全部逐出楚国的故土。孙晟、冯延巳上表请罪，请求皇帝将他们免职。李璟宽恕了他们。但在孙晟的坚持下，李璟让他和冯延己一同被罢免同平章事，而只担任原来仆射的官职。
孙晟在李昪、李璟父子手下为官二十多年，积累了巨大的财富。据说他每次吃饭时，不用餐桌，他让使女各执一个盛着食物的盘子围绕着他，称之为“肉台盘”。南唐的富人竞相仿效。
956年，后周南征南唐。李璟任命孙晟为司空，派他和礼部尚书王崇质出使后周，面见周世宗郭荣，献金千两，银十万两，罗绮二千匹，请求后周停止南征。据说孙晟出使之前，认为他不会活着回来，对左僕射冯延巳说：“此行应当由左相出使，然而我孙晟如果推辞，那就有负先帝烈祖厚望。”李璟向郭荣承诺：1，李璟放弃皇帝尊号，向后周称臣；2，割让寿州、濠州、泗州、楚州、光州、海州六州；3，每年进贡黄金绢帛百万。之前的使臣李德明、鍾謨也接到了李璟的议和命令。
三月十三日，孙晟等人到达周世宗所在之处。三月十七日，后周世宗派人带孙晟到寿春城下，并且让他招安南唐壽州守将、清淮军节度使刘仁赡。刘仁赡见到孙晟，在城上身着戎装行拜礼。孙晟对刘仁赡说：“您身受主上深厚恩泽，不可开门迎纳敌寇。”周世宗听说后，十分恼怒，孙晟说：“臣下我身为宰相，岂能教唆节度使叛变投敌！”周世宗于是释放了他。
李德明、鍾謨、孙晟、王崇质，先后向郭荣请和，郭荣认为军事上后周有优势，他想控制南唐长江以北所有的领土，所以他拒绝了李璟的提议。李德明担心后周继续进攻，要求回朝说服李璟放弃长江以北的所有领土。郭荣同意了，在孙晟的请求下，允许李德明和王崇质回到南唐首都金陵。在他们抵达金陵後，李德明报告李璟郭荣的声威德行以及后周军队的力量，建议南唐放弃长江以北所有领土。但是，宰相宋齐丘反对割让任何领土。他与枢密使陈觉、枢密副使李徵古长期与李德明、孙晟不和，让王崇质说得同李德明不一样，趁势对李璟说李德明的坏话道：“李德明出卖国家求取私利。”李璟勃然大怒，将李德明在街市斩首。
南唐驾部员外郎朱元利用奏报政事论述用兵策略，南唐主认为他有才能，命他统领军队收复长江以北各州。朱元反击，收回几个被后周占领的州舒州、蕲州、和州。郭荣于是回到开封府重新部署南征，派李重进等人留守前线，后周开国皇帝周太祖郭威是周世宗的姑父，是李重进的舅舅。郭荣把孙晟带回到开封，开始对他们很尊重。每次朝会，让他们排在中书省官员的后面，时常召见，给他们喝美酒，询问南唐情况。李璟派人将封有书信的蜡丸带给李重进，用高官厚禄来引诱，书信中都是毁谤后周朝廷和策反离间的话；李重进将来信奏报。之前，孙晟在向郭荣声称李璟非常敬畏郭荣。看到来信，郭荣愤怒地指责孙晟撒谎。孙晟神色严正言辞激昂，只求一死。郭荣再问南唐国中虚实，孙晟缄口不答。十一月十七日，世宗命令都承旨曹翰送孙晟到右军巡院，酒过几巡以后，和言悦色地问他，孙晟始终不说。曹翰宣旨：“有诏赐相公死。”孙晟神色不变，寻找朝袍朝笏，整理衣帽，向南叩拜说：“臣下我谨以死报国。”于是赴死。连同随从一百多人一起被处死，钟谟被贬为耀州司马。事后世宗后悔杀死忠诚的孙晟，召回钟谟，授予卫尉少卿。李璟听说孙晟被杀，赠他为太傅，追封鲁国公，谥号文忠。擢升他的儿子为祠部郎中，赐名鲁嗣。

## 延伸阅读
[在维基数据编辑]
 《舊五代史/卷131》，出自薛居正《舊五代史》
 《新五代史·卷33》，出自歐陽修《新五代史》